# 陈振明
陈振明，厦门大学公共事务学院院长、教授，主要从事公共管理、公共政策和政治学理论等方面的研究工作。入选中华人民共和国教育部第七批"长江学者"特聘教授。

## 生平
曾先后就读于中山大学、厦门大学、武汉大学、吉林大学和中国人民大学。